# Réserve naturelle du Bosco dei Rocconi
La réserve naturelle de Bosco dei Rocconi (en italien : Riserva naturale Bosco dei Rocconi) est une zone naturelle protégée située dans les communes de Roccalbegna et Semproniano, dans  la province de Sienne en Toscane. Elle se trouve le long du cours de la rivière Albegna,.
Une partie de la réserve naturelle (130 ha) appartient au WWF, qui a créé l'Oasi Bosco di Rocconi accessible depuis la route nationale 323, au km 49. Une partie fait partie de la zone spéciale de conservation (ZSC) / zone de protection spéciale (ZPS) Monte Labbro et Alta Valle dell'Albegna.

## Territoire
Le territoire est élevé dans les collines avec les principaux reliefs ayant une altitude maximale d'environ 500 m d'altitude et est situé dans la partie orientale de la province de Grosseto, à une distance d'environ 35 km de Grosseto. Il existe plusieurs grottes peu fréquentées dans la réserve.
Le tronçon de la rivière Albegna, au confluent du ruisseau Rigo, inclus dans la réserve, se caractérise par un paysage rude et sauvage, avec des gorges profondes partiellement couvertes de forêts de chêne vert. La géologie comprend diverses formations calcaires dont l'ammonitico rosso, les calcarénites, les argilites et les jaspes.